# Edgewood (Washington)
Edgewood és una població dels Estats Units a l'estat de Washington. Segons el cens del 2000 tenia 9.089 habitants.

## Demografia
Segons el cens del 2000, Edgewood tenia 9.089 habitants, 3.421 habitatges, i 2.637 famílies. La densitat de població era de 412,4 habitants per km².
Dels 3.421 habitatges en un 34,2% hi vivien nens de menys de 18 anys, en un 65,1% hi vivien parelles casades, en un 7,9% dones solteres, i en un 22,9% no eren unitats familiars. En el 17,7% dels habitatges hi vivien persones soles el 5,8% de les quals corresponia a persones de 65 anys o més que vivien soles. El nombre mitjà de persones vivint en cada habitatge era de 2,66 i el nombre mitjà de persones que vivien en cada família era de 3.
Per edats la població es repartia de la següent manera: un 25,8% tenia menys de 18 anys, un 6,6% entre 18 i 24, un 27,8% entre 25 i 44, un 29,5% de 45 a 60 i un 10,3% 65 anys o més.
L'edat mediana era de 39 anys. Per cada 100 dones de 18 o més anys hi havia 99,6 homes.
La renda mediana per habitatge era de 56.658 $ i la renda mediana per família de 64.174 $. Els homes tenien una renda mediana de 49.808 $ mentre que les dones 33.750 $. La renda per capita de la població era de 24.797 $. Aproximadament el 3,5% de les famílies i el 4,2% de la població estaven per davall del llindar de pobresa.

## Poblacions més properes
El següent diagrama mostra les poblacions més properes.